# Bembix ulula
Bembix ulula  (лат.) — вид песочных ос рода Bembix из подсемейства Bembicinae (Crabronidae). Обнаружены в южной Африке: Ботсвана, Зимбабве, Намибия, ЮАР. Среднего размера осы: длина тела около 2 см. Тело коренастое, чёрное с развитым жёлтым рисунком. Лабрум вытянут вперёд подобно клюву. Гнездятся в почве. Ассоциированы с растениями 2 семейств: Amaranthaceae (одна находка: самка осы отмечена на цветах Hermbstaedtia sp.); Fabaceae, Papilionoideae. Таксон был впервые описан в 1929 году южноафриканским энтомологом Дж. Арнольдом (G. Arnold) по материалам из Южной Родезии
.